# Nadav Guedj

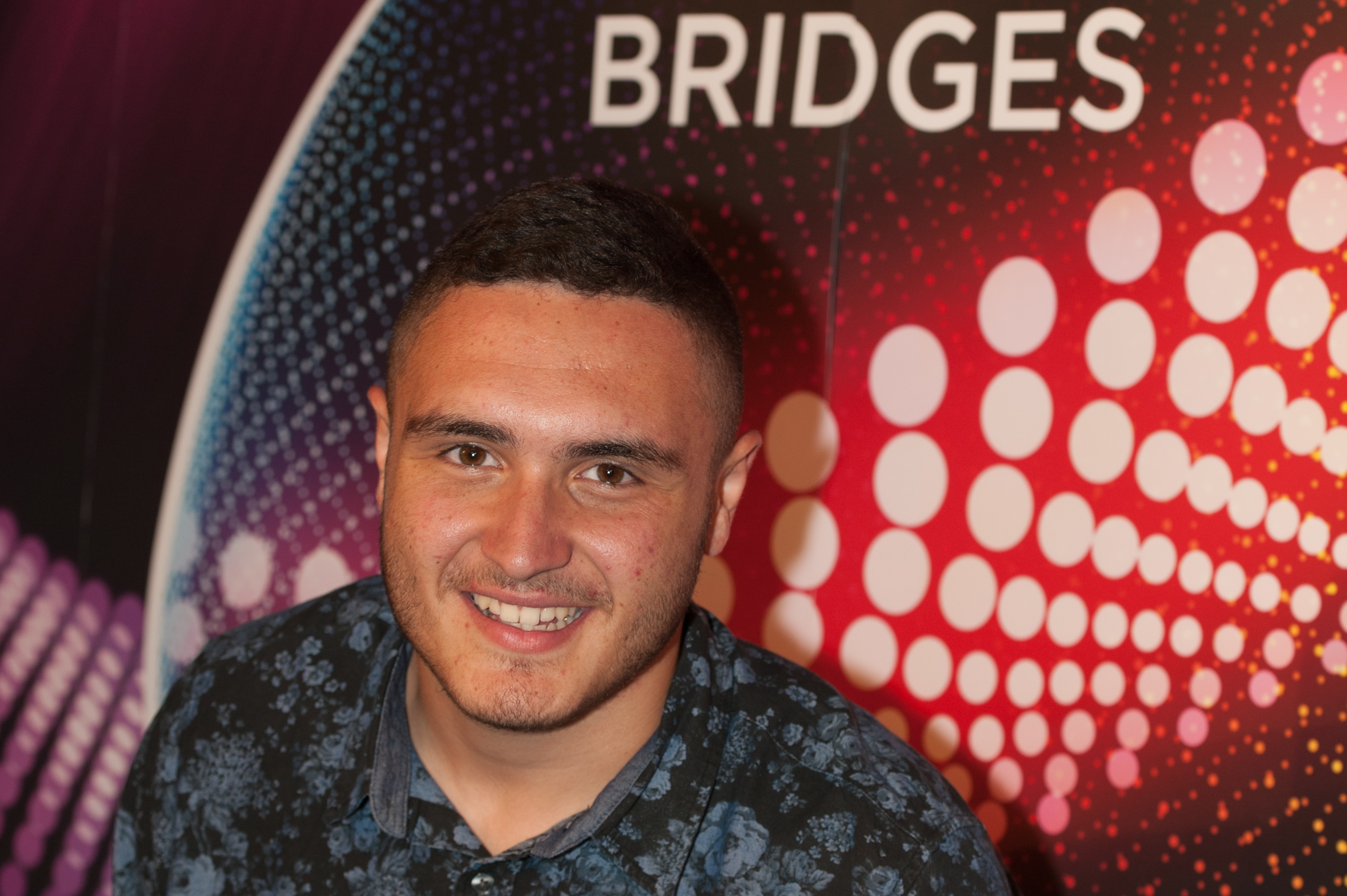
Nadav Guedj beim Eurovision Song Contest 2015

Nadav Guedj (hebräisch 'נדב גדג; * 2. November 1998 in Paris, Frankreich) ist ein französisch-israelischer Sänger. Er vertrat Israel beim Eurovision Song Contest 2015 in Wien, Österreich, und belegte mit seinem Song Golden Boy den neunten Platz.

## Leben und Karriere
Guedj kam in Paris, der französischen Hauptstadt, zur Welt. Die Familie zog kurz darauf nach Israel.
Er gewann am 17. Februar 2015 die zweite Staffel von HaKokhav HaBa, dem israelischen Pendant zu Rising Star. Die israelische Rundfunkanstalt IBA hatte mit dem Sender Channel 2 vereinbart, dass der Sieger das israelische Ticket zum ESC in Wien erhalten wird. Bereits 2008 wurde mit diesem Sender kooperiert, was zu einem 9. Platz beim Eurovision Song Contest 2008 in Belgrad resultierte.
Der Beitrag für den ESC wurde von Doron Medali komponiert und trägt den Titel Golden Boy (dt.: Goldener Junge). Guedj war zusammen mit den Teilnehmern aus San Marino und Irland der jüngste Interpret beim Wettbewerb. Es war der erste Beitrag Israels, der vollständig in englischer Sprache vorgetragen wurde. Seit der ersten Teilnahme im Jahr 1973 wurde entweder komplett auf Hebräisch gesungen oder die Beiträge enthielten nur einen Teil in englischer Sprache.

## Diskografie

### Alben
- 2016: Nadav Guedj

### Singles (Auswahl)
- 2015: Golden Boy
- 2015: Good Vibes
- 2015: Jump
- 2016: Make You Mine
- 2016: Hold the City
- 2017: Ulay Nedaber
- 2018: Ma At Omeret
- 2018: לרקוד ולזוז (mit Omer Adam, Marina Maximilian & Ma Kashur)
- 2019: 38 Ma'alot
- 2019: Lirkod
- 2020: Tnu Li Daka
- 2020: הויסקי והג'וני (mit E-Z)
- 2021: 2 מטר
- 2021: אוטו פלסטיק
- 2025: משוגע